# Objetivo de alta prioridad
En la terminología militar de Estados Unidos, un objetivo de alta prioridad (del inglés: high-value target, o por sus siglas HVT) es el término utilizado para describir a una persona o recurso que un comandante enemigo no puede permitirse perder o que requiere como objetivo para completar una misión.El término se ha utilizado ampliamente en los medios de comunicación para referirse a Osama bin Laden y a oficiales de alto rango de Al Qaeda y otras organizaciones terroristas. El expresidente iraquí Saddam Hussein era conocido como el «Objetivo de Alta Prioridad Número Uno» por el Ejército de Estados Unidos antes de su su captura.
Se puede utilizar Individuo de Alta Prioridad (High-value individual) si el objetivo es una persona.
El término Activo Aerotransportado de Alta Prioridad (High-value airborne asset) se puede utilizar para referirse a una aeronave.
Un objetivo de alto rendimiento (high-payoff target) es un objetivo de alta prioridad cuya pérdida para el enemigo contribuirá significativamente al éxito de un curso de acción amigo.
Se han establecido varias Fuerzas de Tarea de Operaciones Especiales Conjuntas (Fuerza de Tarea 145, Fuerza de Tarea 121, Fuerza de Tarea 11) con el propósito principal de capturar o eliminar a estos objetivos de alta prioridad. Las fuerzas asignadas a estos incluyen unidades principalmente del Comando Conjunto de Operaciones Especiales y SOCOM, como los SEAL de la Marina de los EE. UU., la Fuerza Delta del Ejército de los EE. UU., el Sexto Equipo SEAL de la Marina de los EE. UU., el 75.º Regimiento Ranger del Ejército de los EE. UU. y elementos del Servicio Aéreo Especial (SAS) del Ejército Británico. El término también se ha asociado con programas secretos del Departamento de Defensa de Estados Unidos para capturar y posteriormente interrogar a líderes terroristas.